# Indiens d'Indonésie

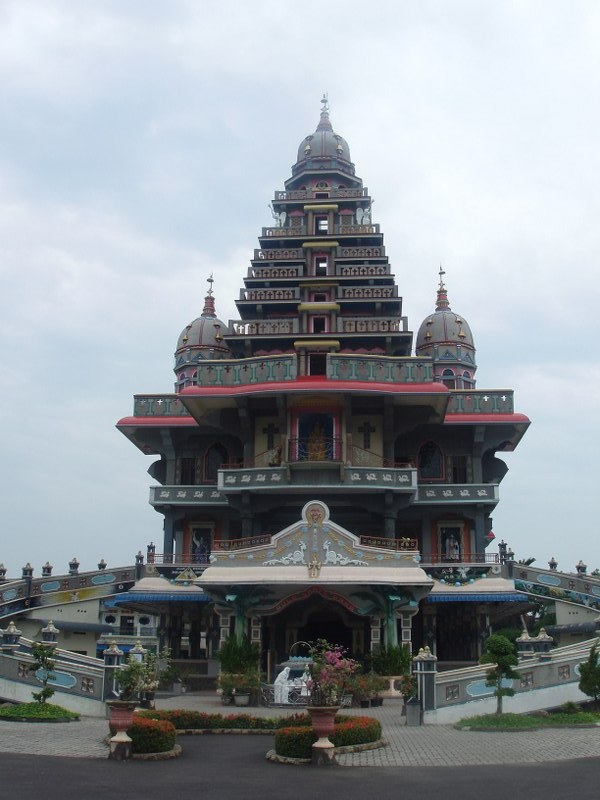
L'église Graha Maria Annai Velangkanni à Medan (Sumatra du Nord)

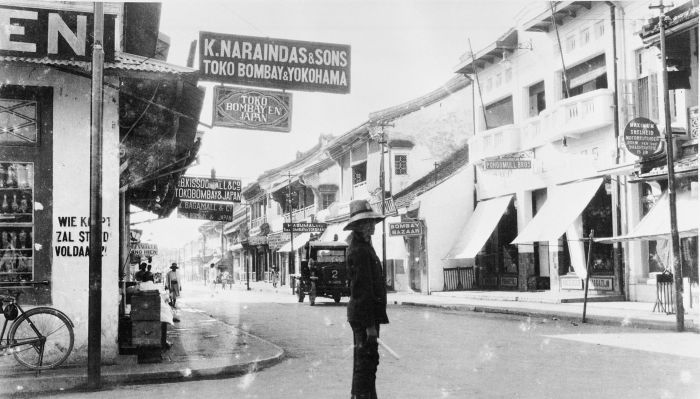
Un magasin indien à Pasar Baru, le quartier indien de Jakarta (vers 1920)

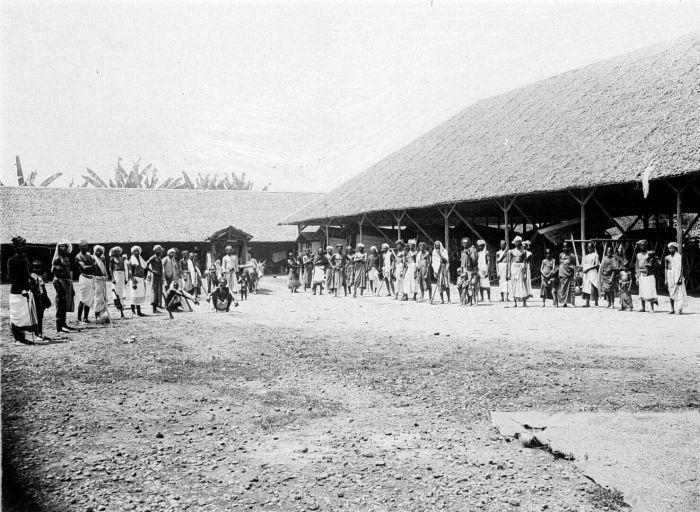
Ouvriers tamouls à Medan (Sumatra du Nord) au début du XXe siècle

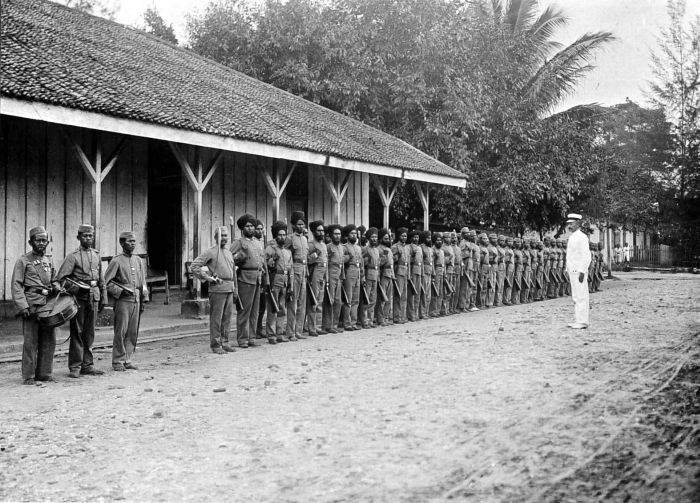
Sikhs de l'armée royale des Indes néerlandaises sur les champs pétroliers de la Bataafsche Petroleum Maatschappij, une filiale de la Shell à Pangkalan Brandan (Sumatra du Nord, début du XXe siècle)

Les Indonésiens d'origine indienne sont une des minorités « allogènes » reconnues comme telles dans le pays, aux côtés de ceux d'origine arabe et chinoise.
Il n'existe pas de statistiques fiables en Indonésie concernant l'ethnicité. Il y aurait quelque 100 000 citoyens indonésiens d'origine indienne selon l'ambassade indienne à Jakarta.
Pas plus que les Indonésiens d'origine arabe ou chinoise, on ne peut donc dire que ceux d'origine indienne forment un groupe clairement distinct, ni ethniquement, ni géographiquement. Tout au plus constate-t-on que des familles indonésiennes se présentent comme d'origine indienne. On les reconnaît notamment à l'usage qu'elles font d'un patronyme, pratique peu courante chez la majorité des Indonésiens « de souche ».
Parmi les personnalités indonésiennes d'origine indienne, on trouve Harbrinderjit Singh Dillon, plus connu sous le nom de H. S. Dillon, militant politique depuis les années 1980 à l'époque du dictateur Soeharto, défenseur des paysans et des droits de l'Homme. Le nom de « Singh » indique une origine sikh.

## Histoire
Les relations de l'Indonésie avec l'Inde sont anciennes. L'épopée indienne du Ramayana, écrite entre le IIIe siècle av. J.-C. et le IIIe siècle apr. J.-C., mentionne en effet les noms de Suvarnabhumi, « le pays de l'or », et Suvarnadvipa, « l'île de l'or », qui désignent sans doute Sumatra, et de Yavadvipa, « l'île du millet », c'est-à-dire Java.
Des fouilles effectuées dans l'embouchure du fleuve Musi, en aval de Palembang dans le sud de Sumatra, aux alentours de 2000 ont révélé l'existence de deux sites portuaires qui dateraient du Ier siècle apr. J.-C. Les objets qu'on y a trouvés témoignent de relations commerciales avec la Chine et l'Inde.
Les plus anciens documents écrits trouvés à ce jour en Indonésie sont des inscriptions provenant de la région de Kutai dans la province de Kalimantan oriental, écrites en alphabet pallava du sud de l'Inde, qu'on estime dater des environs de 400 apr. J.-C.
Toutefois, les sources indiennes anciennes relatives à la présence d'Indiens en Indonésie sont rares. Des sources mentionnent la visite à « Suvarnadvipa » du moine bengali Dipankara (980-1053). Une inscription datée de 1030 apr. J.-C. et dite « de Tanjavur » relate la conquête en 1025 de la cité-État de Sriwijaya dans le sud de Sumatra (aujourd'hui Palembang) par une flotte de ce royaume du sud de l'Inde. Une autre source parle de la venue d'un religieux du nom de Kalyanamitra.
Du côté indonésien, le témoignage le plus ancien connu est une inscription datée de 782 apr. J.-C. dite « de Kelurak » et trouvée dans le village de Prambanan dans le centre de Java. Elle mentionne l'existence d'un maître spirituel royal, originaire de « Gaudidvipa », qu'on a localisée au Bengale. L'inscription dite « de Kalirun », datée de 883, signale la présence de résidents originaires d'Inde et de Ceylan dans les ports javanais. On ne trouve ensuite pas de trace avant l'inscription dite « de Balawi », datée de 1305, et qui mentionne la présence d'étrangers originaires d'Inde dans le royaume de Majapahit dans l'est de Java.
À Sumatra, une chronique royale parle de naufragés indiens qui auraient fondé le port de Barus, sur la côte ouest, au VIIIe siècle. Non loin de Barus, on a trouvé une inscription en tamoul datée de 1088. Sur la côte est, une tradition attribue la fondation du site de Kota Cina (près de Medan, la capitale de la province de Sumatra du Nord) à des Indiens. L'archéologie a effectivement révélé les traces d'une présence tamoule sous la forme d'un sanctuaire shivaïte dont les éléments montrent une origine du sud de l'Inde. À Banda Aceh, on a également trouvé une inscription en tamoul qu'on date de la fin du XIIe siècle.
À Bali, il semble que le port de Jula sur la côte nord ait eu des relations commerciales avec l'Inde et Ceylan dès le début de l'ère chrétienne. L'inscription dite « de Tejakula », datée de 1155 apr. J.-C., parle d'un juru Keling. Le mot juru désigne un chef de communauté. Le nom de « Keling » désigne traditionnellement en Indonésie des gens originaires de la côte de Coromandel en Inde du Sud. Il vient de « Kalinga », un ancien nom de l'actuel État de l'Orissa.
La toponymie des villes de Java est une autre trace de la présence de populations originaires de l'Inde. En particulier, un quartier de Jakarta, Pekojan, « le quartier des Khoja », est ce qui reste d'une colonie de musulmans indiens à Batavia.
À l'époque coloniale, de nombreux Sikhs originaires du Pendjab en Inde, sont venus travailler dans les plantations de Sumatra du Nord. La première conférence internationale sikhe s'est tenue à Jakarta en 2017, à l'occasion du centenaire de la présence sikhe dans ce pays et du 25e anniversaire du premier gurdwara (lieu de culte) sikh de Jakarta.

## Religion
Le tableau suivant présentent la proportion de données religieuses pratiqués par la communauté indienne d'Indonésie.
| Religion                      | 2000    |
| Hindouisme                    | 40,08 % |
| Islam                         | 29,91 % |
| Bouddhisme                    | 16,96 % |
| Protestantisme & Catholicisme | 11,09 % |
| Autre                         | 1,96 %  |